# Löwenstedt
Löwenstedt (dänisch Lyngsted oder Lyngsæd, nordfriesisch: Jöömst, jütländisch: Lyngste) ist eine Gemeinde im Kreis Nordfriesland in Schleswig-Holstein.

## Geografie

### Geografische Lage
Das Gemeindegebiet von Löwenstedt erstreckt sich im Bereich der zum Landschaftsraum Schleswigsche Geest gehörigen naturräumlichen Haupteinheit Schleswiger Vorgeest. Das Flussbett der Ostenau durchzieht das Gemeindegebiet von Nordost nach West und bildet dabei zuerst streckenweise die östliche Gemeindegrenze, im Westteil die südliche Gemeindegrenze ab. Im Westteil der Gemeinde befindet sich das Naturschutzgebiet Löwenstedter Sandberge, in dem auf rund 16 Hektar Fläche die ursprüngliche Heidelandschaft der Region zu sehen ist.

### Gemeindegliederung
Neben der Dorflage gleichen Namens befindet sich auch das Dorf Ostenau (dänisch Østenå) als weiterer Wohnplatz im Gemeindegebiet.

### Nachbargemeinden
Das Gemeindegebiet grenzt an folgende benachbarte Gemeindegebiete:
| Joldelund   | Lindewitt                                   |                                           |
| Kolkerheide | Kompassrose, die auf Nachbargemeinden zeigt | Jörl (OT Stieglund), Sollwitt (OT Pobüll) |
| Norstedt    | Haselund                                    |                                           |

## Geschichte
Der Ortsname ist 1295 erstmals schriftlich dokumentiert worden und bezieht sich auf Heide (dänisch lyng). Der Name ist eine Zusammenfassung von lyng für Heide und altdänisch sæt für Niederlassung in der Bedeutung Niederlassung im/am Heidekraut. Auf Grund der Öffnung von /y/ zu /ø/ ist im Deutschen eine Umdeutung zu Löwe erfolgt. Ferner ist im Deutschen und zum Teil im Dänischen das Grundwort -sæt zu -sted umgedeutet worden (ähnlich bei Mildstedt). Der jütländische Dialekt im mittleren Schleswig (Viöler Dänisch) hat die frühere Form noch weitgehend bewahrt (Lyngste). Allmoor (Almo) wurde erstmals 1804 erwähnt, der Name beschreibt ein im Gemeineigentum befindliches unbestelltes Heide- oder Feuchtgebiet.
Der Ort gehört historisch zum Kirchspiel Viöl innerhalb der Nordergoesharde des dänischen Herzogtum Schleswig. Nach dem Deutsch-Dänischen Krieg 1864 kam der Ort zu Preußen/Deutschland.
1926 erhielt Löwenstedt einen Bahnhof an der Bahnstrecke Flensburg–Husum und wurde 1928 Eisenbahnknoten, als die Strecke nach Bredstedt eröffnet wurde. Da die Bahnhöfe meist recht weit von den Ortszentren entfernt lagen, war das Verkehrsaufkommen geringer als erwartet. Die Nebenstrecke Bredstedt–Löwenstedt wurde schon 1942 demontiert; die Hauptstrecke wurde 1959 stillgelegt und anschließend zurückgebaut.
Am 1. April 1934 wurde die Kirchspielslandgemeinde Viöl aufgelöst. Etliche ihrer Dorfschaften, Dorfgemeinden und Bauerschaften wurden zu selbständigen Gemeinden/Landgemeinden, so auch Löwenstedt. Am 1. Dezember 1934 wurde Löwenstedt mit der Nachbargemeinde Ostenau zu einer neuen Gemeinde Löwenstedt zusammengeschlossen.
Überregionale Bekanntheit erlangte die Gemeinde im Jahr 2018, nachdem ein Dorfbewohner eine App entwickelt hatte, mit welcher sich die Straßenlaternen im Ortskern individuell anschalten lassen.

## Politik

### Gemeindevertretung
Die zuletzt im Rahmen der Kommunalwahlen in Schleswig-Holstein 2023 erfolgte Gemeindewahl von Löwenstedt brachte folgende Verteilung des Gemeinderats.
Die Allgemeine Wählergemeinschaft Löwenstedt (AWGL) erhielt einen Stimmenanteil von 41,1 Prozent und damit 4 Sitze, die Wählergemeinschaft Löwenstedt (WGL) von 37,6 Prozent (3 Sitze) und die Offene Wählergemeinschaft Löwenstedt (OWL) von 21,2 Prozent (2 Sitze).
Die Wahlbeteiligung betrug diesmal 72,5 Prozent.

### Wappen
Blasonierung: „Unter viermal eingebogenem blauem Schildhaupt in Gold ein oben links durch je einen abgewendeten schmalen blauen Bogen durchbrochener, schräglinker blauer Wellenbalken, begleitet oben von einem linksgewendeten grünen Heidestrauchzweig mit roten Blüten und unten von einer roten Torfschubkarre.“

## Wirtschaft und Infrastruktur

### Allgemeines
Die Gemeinde ist überwiegend landwirtschaftlich geprägt, vor allem durch Milchwirtschaft. Außerdem befindet sich eine Reihe von Gewerbebetrieben im Gemeindegebiet. Im Jahr 2008 wurde das ehemalige, 66,5 Hektar große Munitionsdepot der Bundeswehr von einem chinesischen Händler für Feuerwerksartikel erworben. Löwenstedt ist Pilotgemeinde für die am 1. Februar 2012 ebenda gegründete BürgerBreitbandNetz GmbH & Co. KG. Ziel der Gesellschaft war die Realisierung eines Glasfasernetzes im gesamten südlichen Nordfriesland. 2014 ist das Glasfasernetz in Betrieb gegangen.

### Öffentliche Einrichtung
Die Gemeinde verfügt über eine Freiwillige Feuerwehr mit derzeit rund 50 aktiven Kameraden.

### Bildung
Bis 1995 befand sich im Ort eine Grundschule. Hier wurden die 3. und 4. Klasse unterrichtet. Die erste und zweite Klasse wurde im Nachbarort Haselund unterrichtet. Hier befindet sich jetzt eine betreute Grundschule für die Klassen 1–4.
Seit 1995 wird das ehemalige Schulgebäude als Kindertagesstätte betrieben. Die evangelische Kita Löwenstedt/Haselund wird vom Evangelischen Kitawerk Nordfriesland betrieben und bietet in drei Kita-Gruppen und 2 Krippengruppen Platz für rund 80 Kinder von 1–6 Jahren.

### Verkehr
Das Gemeindegebiet wird von der Landesstraße L 281 durchquert. Diese bindet Löwenstedt östlich in Haselund an die Bundesstraße 200 und in Goldebek an die Landesstraße 12 an.

## Kultur
Löwenstedt gehört zur Evangelisch-Lutherischen Kirchengemeinde Viöl. Im Dorf selbst steht eine Kapelle, die neben kirchlichen Zwecken auch als Begegnungsstätte genutzt wird. Ebenso besitzt die Gemeinde einen Reitclub und den Sportverein SV Blau-Weiß Löwenstedt, der im Frühjahr 1964 gegründet wurde.
Außerdem ist die Gemeinde für ihre plattdeutsche Theaterspielgruppe „Junge Lüüd ut Löwenstedt“ bekannt, die 1985 ins Leben gerufen wurde.